# Округ Филипс (Арканзас)
Округ Филипс (енгл. Phillips County) је округ у америчкој савезној држави Арканзас. По попису из 2010. године број становника је 21.757. Седиште округа је град Helena.

## Демографија
Према попису становништва из 2010. у округу је живело 21.757 становника, што је 4.688 (17,7%) становника мање него 2000. године.
| Група             | 2000.          | 2010.          |
| Белци             | 10.245 (38,7%) | 7.535 (34,6%)  |
| Афроамериканци    | 15.612 (59,0%) | 13.719 (63,1%) |
| Азијати           | 85 (0,3%)      | 67 (0,3%)      |
| Хиспаноамериканци | 382 (1,4%)     | 287 (1,3%)     |
| Укупно            | 26.445         | 21.757         |